# Comté de Defiance
Le comté de Defiance – en anglais : Defiance County – est un des 88 comtés de l'État de l'Ohio, aux États-Unis. Son siège est Defiance.